# Golf Canada
De Golf Canada is een Canadese golfbond die de belangen van alle golfers van Canada verdedigen. De bond werd in 1895 opgericht als de Royal Canadian Golf Association en het hoofdkantoor bevindt zich in Oakville, Ontario.

## Geschiedenis
In 1873 ontstond de Royal Montreal Golf Club, de oudste golfclub in Canada. In 1889 waren er al zes clubs opgericht en het aantal nam snel toe tot vijftig clubs, in 1902. Door deze groei leidde dit tot nationale golfcompetities en het oprichten van de Royal Canadian Golf Association, in 1895. Al snel ontstond er twee verschillende organisaties: de "Canadian Professional Golfer’s Association" (nu de PGA of Canada) voor de heren, in 1911, en de Canadian Ladies’ Golf Association (nu samengesmolten met de Golf Canada) voor de dames, in 1913.
Sinds de oprichting organiseerde de bond meteen een golftoernooi voor golfamateurs, de Canadian Amateur Championship (heren), in 1895, en zes jaar later de Canadian Ladies’ Amateur Championship, in 1901.
De bond richtte in 1904 het Canadian Open Championship, een golftoernooi voor de golfprofessionals (heren), en het is de derde oudste "National Open"-kampioenschap in de wereld. Later introduceerde de bond de Canadian Tour (nu bekend als de PGA Tour Canada) en het is een serie van golftoernooien voor jonge golfers voordat ze golfprofessionals worden.
Sinds de oprichting, verdedigt de bond tegenwoordig de belangen van de golfsport en vertegenwoordigt meer dan 350.000 leden en meer dan 1600 golfclubs in het land.

## Golftoernooien
De Golf Canada organiseert verschillende golftoernooien:
- Canadian Amateur Championship (1895)
- Canadian Ladies’ Amateur Championship (1901)
- Canadian Open: 1904
- Canadian PGA Championship (1912)
- Canadian Women's Open (1973)

## Trivia
- De Golf Canada introduceert sinds 1971 jaarlijks Canadese golficonen op hun "Canadian Golf Hall of Fame".